# Campionato mondiale femminile di hockey su pista Recife 2012
Il campionato mondiale femminile di hockey su pista 2012 o Recife 2012 è stata l'11ª edizione del campionato del mondo di hockey su pista femminile. La manifestazione venne disputata in Brasile, a Recife, dal 10 al 17 novembre 2012.

## Nazionali partecipanti
- Argentina
- Brasile
- Cile
- Colombia
- Inghilterra
- Francia
- Germania
- India
- Giappone
- Portogallo
- Spagna
- Sudafrica
- Svizzera
- Stati Uniti

## Podio
| Pos. | Squadra  |
| ---- | -------- |
| 1°   | Francia  |
| 2°   | Spagna   |
| 3°   | Colombia |